# Sony Pictures Entertainment
Sony Pictures Entertainment Inc. (SPE) è una casa di produzione e distribuzione cinematografica e televisiva statunitense facente parte del colosso giapponese Sony.

## Struttura aziendale
Con sede a Culver City, California, Stati Uniti d'America, Sony Pictures Entertainment comprende vari studi e marchi di intrattenimento, tra cui Columbia Pictures, Screen Gems, TriStar Pictures e GSN.

### Film e Home Entertainment
- Sony Pictures Entertainment Motion Picture Group, con una libreria di oltre 4.000 film (di cui 12 film vincitori dell'Oscar). Il gruppo possiede strutture di studio negli Stati Uniti, Hong Kong, Madrid, Messico, Regno Unito, Brasile e Giappone. 
  - Columbia Pictures, storica major fondata nel 1919, acquisita da Sony nel 1989.
  - TriStar Pictures, fondata nel 1982 e già filiale di Columbia.
    - TriStar Productions, joint venture tra Sony Pictures Entertainment (SPE) e Tom Rothman.

  - Screen Gems, In origine la divisione di animazione della Columbia e successivamente una società di produzione televisiva più nota per la TV.
  - Sony Pictures Classics (SPC), produce, acquista, finanzia e distribuisce film indipendenti americani e internazionali.
  - Sony Pictures Imageworks, compagnia di animazione e di produzione di effetti speciali vincitrice di premi Oscar per i suoi lavori su Spider-Man 2 e per il cortometraggio di animazione The Chubbchubbs!
  - Sony Pictures Animation, produce film di animazione in computer grafica.
  - Triumph Films, specializzata in film a basso costo.
  - Sony Pictures Releasing, Fondata nel 1994 come Releasing Triumph Corporation. L'unità si occupa di distribuzione, marketing e promozione per i film prodotti da Sony Pictures Entertainment; tra cui Columbia Pictures, TriStar Pictures, Screen Gems, Sony Pictures Classics, tra gli altri.
    - Sony Pictures Releasing International (precedentemente Columbia TriStar Film Distributors International).
      - Sony Pictures India, casa di produzione fondata da Sony per rilasciare film indiani e distribuire film di Hollywood.
      - Monumental Pictures, studio cinematografico russo fondato nel 2006 come joint venture tra Sony Pictures Entertainment e il gruppo russo Patton media producendo e rilasciando film in lingua russa in Russia, il CIS, e Mongolia.
      - Sony Pictures Entertainment Italia filiale italiana della Sony Pictures Entertainment.

  - Sony Pictures Home Entertainment (SPHE), produce e distribuisce film Sony su dischi Blu-ray, DVD e UMD.
  - Sony Pictures Worldwide Acquisitions (SPWA), divisione di Sony che acquista e produce circa 60 film all'anno per una vasta gamma di piattaforme di distribuzione, in particolare per i mercati non teatrali. 
    - Destination Films, compagnia cinematografica acquistata da Sony nel 2001.
    - Stage 6 Films: etichetta distributrice creata nel 2007.
    - Affirm Films: etichetta cinematografica produttrice di film cristiani.

  - Funimation: Doppia e distribuisce anime in DVD e Blu-ray, controlla inoltre un servizio online chiamato FunimationNow.

### Televisione
- 2waytraffic, società produttrice di format e programmi televisivi con sede nei Paesi Bassi.